# Бородавкіно (Новосибірська область)
Бородавкіно (рос. Бородавкино) — присілок у Іскітимському районі Новосибірської області Російської Федерації.
Входить до складу муніципального утворення Степна сільрада. Населення становить 242 особи (2010).

## Історія
Згідно із законом від 2 червня 2004 року органом місцевого самоврядування є Степна сільрада.

## Населення
| 2002 | 2007 | 2010 |
| ---- | ---- | ---- |
| 313  | ↗326 | ↘242 |